# Instituto Kéldysh de Matemática Aplicada
El Instituto Kéldysh de Matemática Aplicada (del ruso: Институт прикладной математики им. М.В.Келдыша, Institut prikladnoi matematiki imeni M. V. Kéldysha) de la Academia Rusa de las Ciencias es un instituto de investigación especializado en matemática computacional. 
El instituto se encuentra en Moscú, y se llama así en honor a Mstislav Kéldysh (científico soviético en el campo de las matemáticas y la mecánica). Se creó en 1966 cuando se separó del Instituto Matemático Steklov. Ya cuando era el Departamento de Matemática Aplicada del Instituto Steklov había llevado a cabo investigaciones punteras en el campo de la exploración espacial: en 1953 desarrolló el método de descenso balístico para naves espaciales que se empleó el 12 de abril de 1961 para permitir el regreso de Yuri Gagarin a la Tierra; y en 1957 se calculó allí la órbita del Sputnik 1 a partir de los procesos informáticos de datos observacionales.